# フィードバックファイル 2
『フィードバックファイル 2』は、ASIAN KUNG-FU GENERATIONのコンピレーション・アルバム。シングルのカップリング7曲のほか、シングル1曲、NANO-MUGEN COMPILATION収録曲5曲、未発表音源2曲、ライブ音源2曲から構成される。2014年2月26日にキューンレコードから発売。

## 概要
- 『フィードバックファイル』以来、実に約7年4ヶ月ぶりにリリースされたコンピレーション・アルバム。前作が結成10周年を記念してのリリースだったのに対して、今作はデビュー10周年を記念してのリリースとなっている。
- オリジナル・アルバム及びベストアルバム未収録だった曲が、カバーを除き、今作ですべて収録されたことになる。
- ジャケットには前作『フィードバックファイル』がCDケースごと登場している。
- 公式サイトでは、「ベストアルバム『BEST HIT AKG』とも双璧を成す裏ベスト」として位置づけられている。
- 初回限定盤は、2013年の海外6公演からそれぞれ選りすぐったライブ映像を収録したDVD付き。
- オリコンでは初登場6位。

## 楽曲解説
ローリングストーン
2013年9月14日に横浜スタジアムで行われた「デビュー10周年記念ライブ ファン感謝祭」公演の来場者にダウンロード音源として配布された楽曲。同年8月28日の深夜に放送された音楽番組「アーティスト」で初披露された。なお、2021年6月現在バンドがテレビでパフォーマンスを行ったのはこの時が最後である。
本作のリードトラックであり、PVが製作されている。後藤曰く、伊地知のネタを元に皆でセッションする形で作られたとのこと。
スローダウン
2013年9月15日に横浜スタジアムで行われた「デビュー10周年記念ライブ オールスター感謝祭」公演の来場者にダウンロード音源として配布された楽曲。
後藤のデモ音源を元に皆でアレンジする形で作られた。

## 収録曲
- 全作詞：後藤正文、編曲：ASIAN KUNG-FU GENERATION

| #         | タイトル                                                             | 作詞      | 作曲                                   | 時間  |
| --------- | -------------------------------------------------------------------- | --------- | -------------------------------------- | ----- |
| 1.        | 「ローリングストーン」                                               |           | 後藤正文・伊地知潔                     | 4：24 |
| 2.        | 「スローダウン」                                                     |           | 後藤正文                               | 5：27 |
| 3.        | 「十二進法の夕景」                                                   |           | 後藤正文                               | 4：41 |
| 4.        | 「夏蝉」                                                             |           | 後藤正文・山田貴洋                     | 3：31 |
| 5.        | 「夜のコール」                                                       |           | 後藤正文・山田貴洋                     | 3：56 |
| 6.        | 「白に染めろ」                                                       |           | 後藤正文・山田貴洋                     | 3：46 |
| 7.        | 「ムスタング（mix for 芽衣子）」(映画『ソラニン』エンディングテーマ) |           | 後藤正文・山田貴洋                     | 5：07 |
| 8.        | 「雨上がりの希望」                                                   |           | 後藤正文・山田貴洋                     | 3：51 |
| 9.        | 「ひかり」                                                           |           | 後藤正文                               | 6：02 |
| 10.       | 「オールドスクール」                                                 |           | 山田貴洋                               | 3：05 |
| 11.       | 「リロードリロード」                                                 |           | 後藤正文・喜多建介                     | 1：52 |
| 12.       | 「夜を越えて」                                                       |           | 後藤正文                               | 4：40 |
| 13.       | 「冷蔵庫のろくでもないジョーク」                                     |           | 後藤正文・伊地知潔                     | 2：26 |
| 14.       | 「ケモノノケモノ」                                                   |           | 後藤正文・山田貴洋                     | 4：05 |
| 15.       | 「今を生きて」(映画『横道世之介』主題歌)                             |           | 後藤正文・喜多建介・山田貴洋・伊地知潔 | 4：50 |
| 16.       | 「迷子犬と雨のビート（2010 江東区立若洲公園）」                      |           | 後藤正文                               | 4：57 |
| 17.       | 「アネモネの咲く春に（2012 東京国際フォーラム）」                    |           | 後藤正文                               | 6：21 |
| 合計時間: | 合計時間:                                                            | 合計時間: | 73:08                                  |       |

### 初回限定盤DVD
"ASIAN KUNG-FU GENERATION 2013 European Tour"
1. ブルートレイン (2013.5.31 at O2 Academy Islington, UK)
2. Re:Re: (2013.6.2 at Le Bataclan, France)
3. 遥か彼方 (2013.6.3 at Gloria, Germany)

"TOKYO FM present EARTH×HEART PROJECT ASIAN KUNG-FU GENERATION×STRAIGHTENER　-10th　Anniversary- ASIA CIRCUIT"
1. ソラニン (2013.12.7 at UNIQLO AX, Korea)
2. 君という花 (2013.12.20 at SCAPE Warehouse, Singapore)
3. セッション 〜 1980 (2013.12.22 at Legacy Taipei, Taiwan)

## 演奏
- 後藤正文：Vocals, Guitar
- 喜多建介：Guitar, Vocals
- 山田貴洋：Bass, Vocals
- 伊地知潔：Drums
- 下村亮介 (the chef cooks me)：Keyboards (CD：#2, DVD：#4.5.6)
- H ZETT M：Piano (#15)
- 山本拓夫：Tenor Saxophone (#16)
- 権藤和彦：Alto Saxophone (#16)
- 西村浩二：Trumpet (#16)
- 村田陽一：Trombone (#16)
- 三原重夫：Percussion (#17)
- 上田禎：Keyboards, Guitar (#17)
- 岩崎愛：Chorus (#17)